# Прогресс МС-30
«Прогресс МС-30» (№ 460) — космический транспортный грузовой корабль серии «Прогресс», запуск которого состоялся 28 февраля 2025 года с помощью ракеты-носителя «Союз-2.1а» со стартового комплекса «Восток» (Площадка 31) космодрома Байконур по программе 91-й миссии снабжения Международной космической станции. Это 183-й полёт космического корабля серии «Прогресс» (из них 94 — к МКС).

## Подготовка к запуску
24 сентября 2024 года после завершения заводских контрольных испытаний в Ракетно-космической корпорации «Энергия» имени С. П. Королёва грузовой корабль «Прогресс МС-30» был отправлен из города Королёва и 30 сентября 2024 года доставлен на космодром Байконур для подготовки к запуску на Международную космическую станцию. Корабль установлен на рабочее место в монтажно-испытательном корпусе 254-й площадки для приёмки и дальнейшей консервации. В режиме хранения «Прогресс МС-30» будет находиться до начала подготовки к запуску. 8 октября на Байконур доставили блоки ракеты-носителя «Союз-2.1а», предназначенной для запуска на корабля «Прогресс МС-30». 
Запуск грузового корабля «Прогресс МС-30» запланирован на 12 февраля 2025 года с космодрома Байконур для доставки на МКС запаса топлива и газов, различного оборудования и грузов, питания и санитарно-гигиенических материалов для членов российского экипажей МКС-72.
13 января 2025 года проведена расконсервация корабля, находившегося в режиме хранения. Проведён внешний осмотр и контроль исходного состояния бортовых систем, начаты работы по подготовке корабля к запуску. С 24 по 29 января проведены пневмовакуумные испытания корабля. 7 февраля 2025 года проведена контрольная засветка панелей солнечных батарей грузового корабля.
24 февраля проведена общая сборка ракеты космического назначения «Союз-2.1а» с грузовым кораблём «Прогресс МС-30» и 25 февраля состоялся вывоз ракеты-носителя на стартовый комплекс 31-й площадки космодрома Байконур. На ракету «Союз-2.1а», предназначенную для запуска корабля «Прогресс МС-30», нанесены изображения, посвящённые 60-летию первого выхода человека в открытый космос, 100-летию космонавта Павла Беляева, 100-летию Международного детского центра «Артек» и старту форумной кампании Росмолодёжи.

## Полёт
28 февраля 2025 года в 00:24:27 по московскому времени со стартового комплекса 31-й площадки космодрома Байконур осуществлён пуск ракеты-носителя «Союз-2.1а» с грузовым кораблём «Прогресс МС-30», который доставит на МКС запас топлива и газов, различного оборудования и грузов, питание и санитарно-гигиенические материалы для членов российского экипажей МКС-72.
2 марта в 02:02:30 по московскому времени грузовой корабль «Прогресс МС-30» в автоматическом режиме причалил к служебному модулю «Звезда» Международной космической станции.